# Рогізна (Кам'янець-Подільський район)
Рогі́зна — село в Україні, в Китайгородській сільській територіальній громаді Кам'янець-Подільського району Хмельницької області.

## Географія
Наддністрянське село Рогізна розташоване на подільській височині в південно-західній частині України, за 35 кілометрів автошляхами від міста Кам'янець-Подільський. Добратись можна дорогою Т 2317, далі біля села Вихватнівці звернути на досить погану місцеву дорогу до самого села.

## Історія
Село відоме з 1493 року.

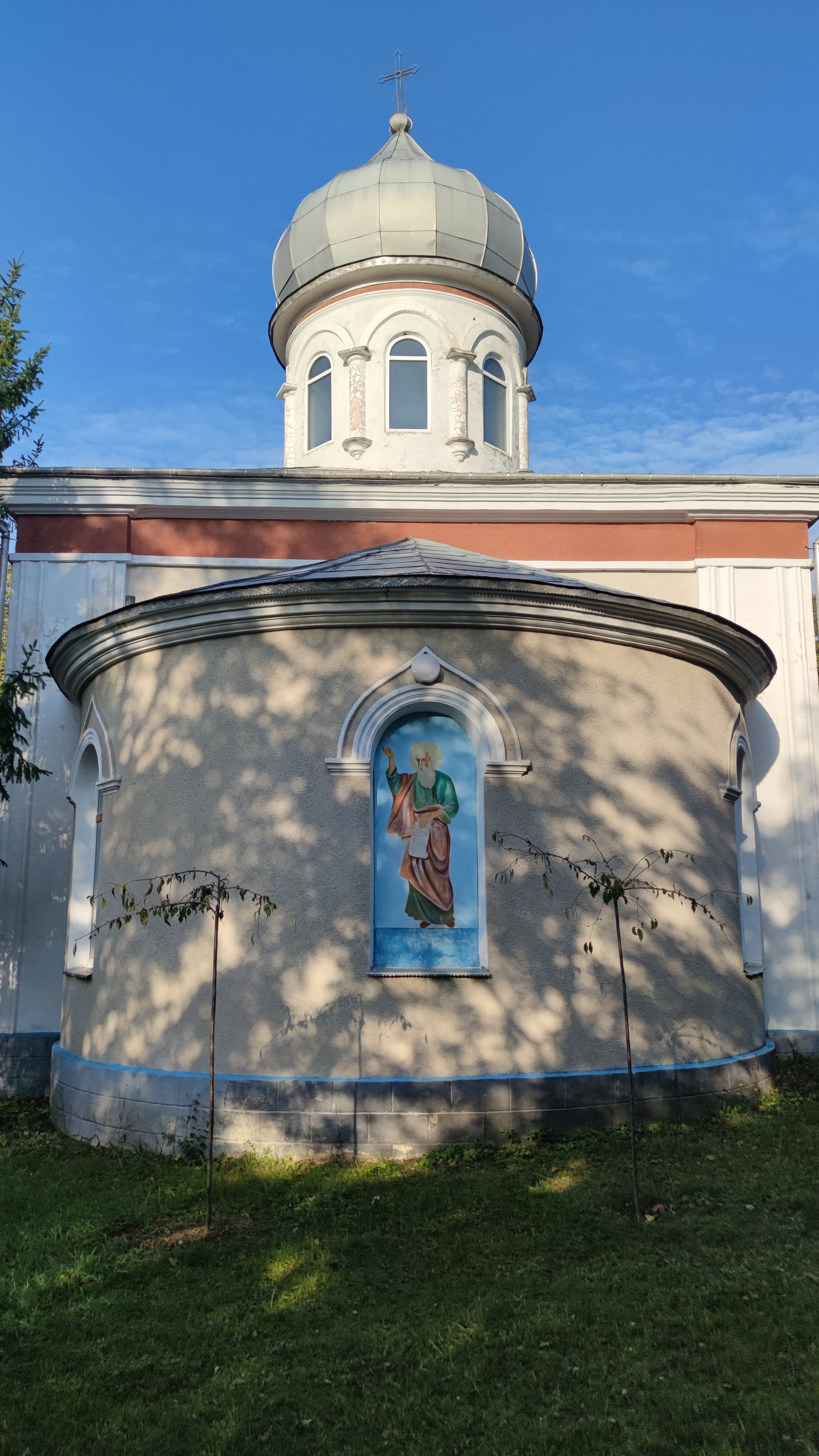
Покровська церква

Церква святого Іоанна Богослова відома з 1721 року. Проіснувала вона до 1879 року, нову кам'яну церкву будували в 1857—1879 роках.
В 1905 року зафіксована назва — Рогізна.
Внаслідок поразки визвольних змагань на початку XX століття, село надовго окуповане російсько-більшовицькими загарбниками.
Радянська окупація принесла колективізацію та розкуркулення, мешканці села зазнали репресій.
В 1932–1933 селяни села пережили голодомор.
В 1981 році почалось заповнення басейну Дністра водою, яке тривало шість років, внаслідок цього затоплено долину річки Дністер та село Віліямівка, містечко Студениця неподалік Рогізної. Указом від 7 березня 1946 року: село «Вільямівка», Рогізнянської сільської ради, іменувати село як «Вапнярка». На карті 1915—1935 років поселення позначене як Віліямівка у 2 кілометрах на південь від села Рогізна, на березі Дністра. Нині затоплене Дністровським водосховищем.
З 24 серпня 1991 року село входить до складу незалежної України.
13 серпня 2015 року шляхом об'єднання Дерев'янської, Калачковецької, Китайгородської та Колодіївської сільських рад село увійшло до Китайгородської сільської громади, до цього органом місцевого самоуправління була Калачковецька сільська рада.

## Населення
За переписом населення України 2001 року в селі мешкало 767 осіб.
Згідно даних 2015 року в селі мешкало ▼667 осіб.

### Мова
У селі поширені західноподільська говірка та південноподільська говірка, що відносяться до подільського говору, який належить до південно-західного наріччя.

## Охорона природи
Село лежить у межах національного природного парку «Подільські Товтри».
- Наддністрянський заказник — ботанічний заказник місцевого значення.
- За північно-східною околицею села, на безіменному струмку (права притока р. Студениця, бас. Дністра), розташований водоспад Рогізна (3 м).